# Richard Nicolls
Richard Nicolls (Ampthill, 1624 – Southwold Bay, 1672) è stato un militare britannico.
Realista durante la guerra civile inglese, invase nel 1664 i Nuovi Paesi Bassi, divenendo (1664-1668) primo governatore della provincia di New York.
Rimpatriato, morì in battaglia contro gli Olandesi.